# Thaksin Shinawatra

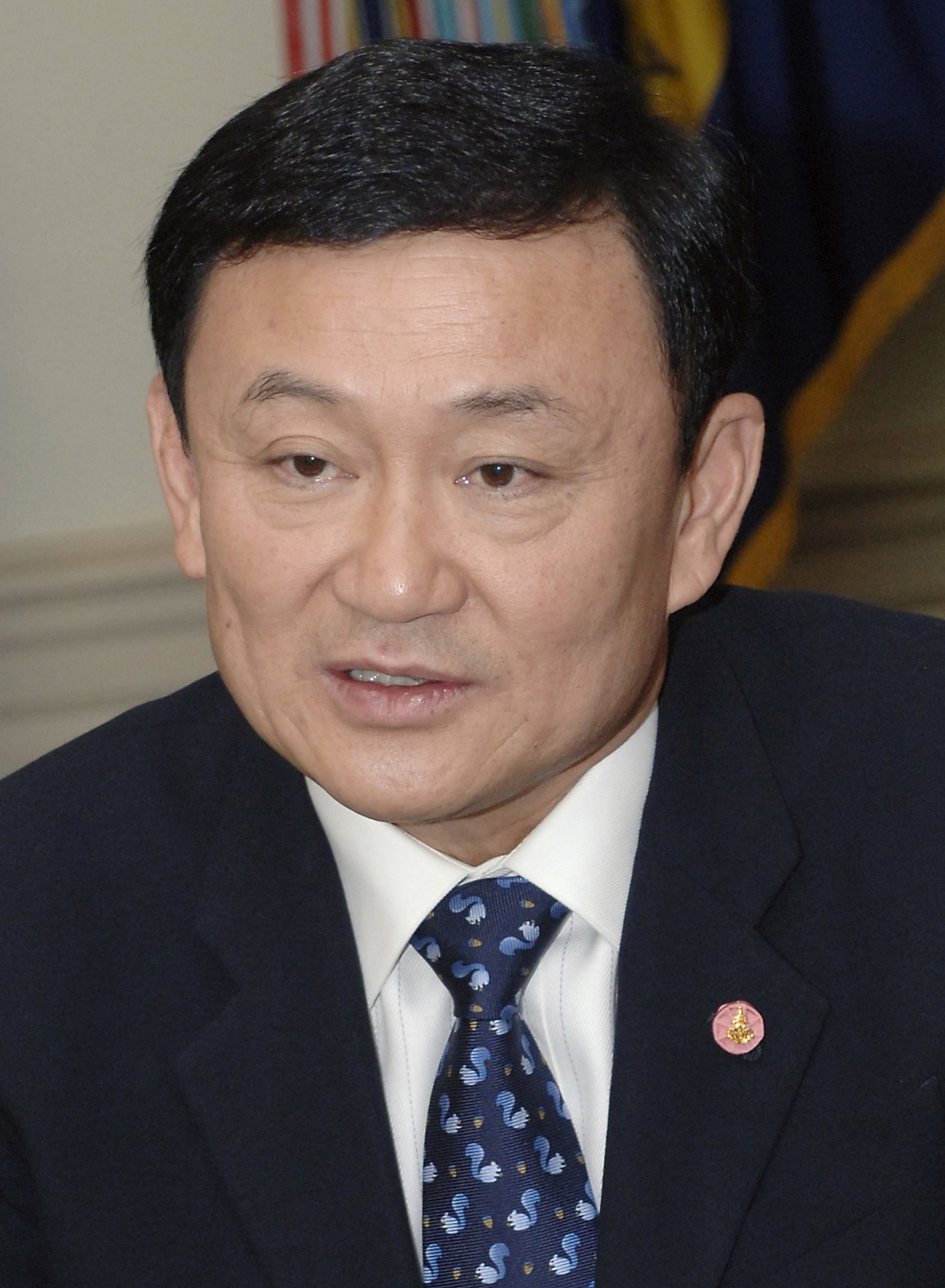
Thaksin Shinawatra (2005)

Thaksin Shinawatra (Thai: ทักษิณ ชินวัตร, RTGS-Umschrift: Thaksin Chinnawat, Aussprache: [tʰáksǐn ʨʰinnáwát], anhörenⓘ) (* 26. Juli 1949 in San Kamphaeng, Provinz Chiang Mai) ist ein thailändischer Politiker und Unternehmer, der auch die montenegrinische Staatsbürgerschaft besitzt. Von Februar 2001 bis September 2006 war er Premierminister von Thailand.
Der ehemalige Polizeioffizier und promovierte Strafrechtler gründete 1987 das IT-, Telekommunikations- und Medienunternehmen Shin Corp., das ihn zu einem der reichsten Männer Thailands machte. 1994 ging er in die Politik, wurde Außenminister und von 1995 bis 1997 stellvertretender Ministerpräsident. Nach einem Erdrutschsieg der von ihm gegründeten Thai-Rak-Thai-Partei (TRT) wurde Thaksin 2001 Ministerpräsident.
Seine Regierung bekämpfte die Armut, besonders in ländlichen Gebieten, führte allgemeinen Zugang zur Gesundheitsversorgung ein und investierte in die Infrastruktur. Thaksin erklärte einen „Krieg gegen Drogen“, in dem über 2500 Menschen starben, und bekämpfte den muslimischen Aufstand in den Südprovinzen gewaltsam. 
Thaksin war der erste demokratisch gewählte Ministerpräsident, der die volle vierjährige Amtszeit ausüben konnte. Seine Partei erhielt bei der Parlamentswahl am 6. Februar 2005 60,48 % der Stimmen und 377 der 500 Sitze. 
Nachdem er milliardenschwere Anteile an seinem Unternehmen steuerfrei an ausländische Investoren verkauft hatte, kam erhebliche Kritik auf. Eine Bürgerbewegung gegen Thaksin, die Volksallianz für Demokratie („Gelbhemden“), führte Massenproteste durch, warf ihm Korruption, Amtsmissbrauch und Streben nach Alleinherrschaft vor. Thaksin reagierte mit einer vorgezogenen Neuwahl am 2. April 2006, die die Opposition boykottierte und die später vom Verfassungsgericht für ungültig erklärt wurde.
Am 19. September 2006 putschte das Militär, die TRT-Partei wurde verboten und Thaksin mit einem Politikverbot belegt. 2008 wurde er wegen Amtsmissbrauchs zu einer Haftstrafe verurteilt. Er war zuvor ins Ausland geflohen und blieb dort bis 2023. Bei seiner Rückkehr aus dem Exil wurde er wegen Korruption inhaftiert und wenig später in ein Polizeikrankenhaus verlegt. 
Thailands König Maha Vajiralongkorn reduzierte die gegen Thaksin verhängte achtjährige Haftstrafe im September 2023 auf ein Jahr. Am 18. Februar 2024 wurde er auf Bewährung entlassen.
Thaksin beeinflusste die Politik Thailands auch während seiner Zeit im Exil: durch die von 2007 bis 2008 regierende Partei der Volksmacht und deren Nachfolgeorganisation Pheu Thai sowie durch die ihm nahestehende Massenorganisation United Front for Democracy Against Dictatorship („Rothemden“). Von 2011 bis zur vorgezogenen Parlamentswahl am 2. Februar 2014 war seine Schwester Yingluck Shinawatra Ministerpräsidentin. Seit dem 16. August 2024 ist seine Tochter Paetongtarn Shinawatra Ministerpräsidentin.

## Herkunft und Familie
Thaksin stammt aus einer chinesischstämmigen Familie wohlhabender Seiden- und Reishändler. Sein Urgroßvater Seng Sae Khu, der zur Volksgruppe der Hakka gehörte, wanderte in den 1860er-Jahren aus der chinesischen Provinz Guangdong nach Siam (das heutige Thailand) ein. Er wurde Steuerpächter, zunächst in Chanthaburi, dann in Chiang Mai. Sein Großvater Chiang gründete um 1932 die Seidenfabrik. Im Rahmen der Thaiisierungs-Kampagne der Regierung nahm die Familie 1938 den thailändischen Namen Shinawatra an. Thaksins Vater war der Geschäftsmann Lert Shinawatra, seine Mutter Yindee Ramingwong, die mütterlicherseits aus der Fürstenfamilie von Chiang Mai stammte.
Thaksin hat acht Geschwister. Seine ältere Schwester Yaowalak wurde die erste weibliche Bürgermeisterin von Chiang Mai, seine jüngere Schwester Yaowapa eine wichtige Politikerin von Thaksins TRT-Partei und Frau des kurzzeitigen Ministerpräsidenten Somchai Wongsawat. Thaksins jüngste Schwester ist Yingluck Shinawatra, die 2011 erste Premierministerin Thailands wurde. Der Vater betätigte sich ebenfalls politisch. Er war von 1969 bis 1976 Parlamentsabgeordneter und Mitglied der rechten, militärnahen Chart-Thai-Partei. Die Familie wohnte bis zu Thaksins 15. Lebensjahr in der Kleinstadt San Kamphaeng, dann zog sie nach Chiang Mai, wo er auf das Montfort College, eine teure und prestigeträchtige Privatschule, ging.
Im August 1976 heiratete Thaksin Potjaman Damapong, die Schwester eines Freundes von der Polizeiakademie, Tochter eines hohen Polizeigenerals und einer Adeligen. Im Laufe ihrer Ehe bekamen sie einen Sohn, Panthongtae (* 1978), und zwei Töchter, Pintongtha (* 1982) und Paetongtarn (* 1986). 

## Ausbildung und Polizeikarriere
Nach seinem Abschluss der Vorbereitungsschule der Streitkräfte machte Thaksin eine Ausbildung an der Polizeikadetten-Akademie von Thailand in Nakhon Pathom. Thaksin bekam ein Stipendium für ein Studium in den USA, wo er einen Master-Grad in Strafrechtspflege (Criminal Justice) an der Eastern Kentucky University erwarb. Nach seiner Rückkehr nach Thailand 1975 wurde Thaksin der persönliche Wachpolizist von Prida Patthanathabut. Dieser war ein Parteikollege von Thaksins Vater und hatte ein Ministeramt. Hier sammelte Thaksin erste politische Erfahrungen. Er arbeitete tatsächlich weniger als Polizist als vielmehr als Sekretär des Politikers. Er schrieb Reden für ihn und brachte als Geldbote Zahlungen an Abgeordnete, deren Loyalität gesichert werden sollte. Prida verlor sein Amt im Januar 1976, und Thaksin musste in einer normalen Polizeiwache in Bangkok Dienst tun.
Thaksin bekam ein weiteres Stipendium, um seine Studien in den USA fortzusetzen, diesmal an der Sam Houston State University im Bundesstaat Texas. Seine Frau begleitete ihn. Seine Dissertation beschäftigte sich mit der Frage, ob es eine Korrelation zwischen dem Strafrechtsstudium und der Einstellung der Studenten zu Rechtsstaatlichkeit gibt. 1979 erhielt er den Doktorgrad. Anschließend lehrte er an der Polizeiakademie und leitete das Informationszentrum der Polizei. Thaksin schied 1987 im Range eines Oberstleutnants aus dem Polizeidienst aus.

## Karriere als Geschäftsmann
Noch während seines Polizeidienstes begann Thaksin, sich als Unternehmer zu betätigen. Die erste Firma von Thaksin und Potjaman war ein Seidenwarengeschäft im Bangkoker Trocadero-Hotel. Der Absatz war jedoch sehr schlecht, und sie mussten nach nur einem Monat wieder aufgeben. Anschließend versuchte sich Thaksin im Vermarkten von Kinofilmen, was aber nach ersten Erfolgen ebenso misslang. Im Jahr 1979 kaufte er ein altes Kino im Zentrum Bangkoks. Weil auch dieses keine befriedigenden Einnahmen erbrachte, ließ Thaksin es abreißen und an der Stelle Apartments errichten. Auch dieses Projekt missglückte, und Thaksin, der von verärgerten Geldgebern und Kunden verfolgt wurde, musste es verlustbringend verkaufen. Zu dieser Zeit betrugen seine Schulden 200 Millionen Baht.
Dann stieg Thaksin 1981 in das aufkommende Geschäft mit Computern ein. Er kaufte IBM-Rechner und vermietete diese an Regierungsstellen, zunächst an die Thailändische Staatseisenbahn und die Chulalongkorn-Universität. Nach und nach konnte er immer mehr Behörden und Staatsunternehmen zu seinen Kunden zählen. Im Jahr 1983 gründete er die Shinawatra Computer and Communications Group (Shin Corp.) und 1986 Advanced Info Service (AIS). Als Leiter des Informationszentrums der Polizei regte er 1986 die Anschaffung von Computern an und bewarb sich dann mit seiner eigenen Firma auf die Ausschreibung. Dieser Auftrag trug stark zum Wachstum seines Unternehmens bei.
Thaksins Unternehmen waren bei der Einführung des Mobilfunks und der Satellitenübertragung in Thailand erfolgreich tätig. Shin Corp. bekam weitere Vorzugsrechte von der Regierung, so die Lizenz für den ersten Kabelfernsehsender des Landes, den ersten thailändischen Kommunikationssatelliten (Thaicom) und eine von zwei Lizenzen für private Mobilfunkanbieter. Auf diese Weise wurde Thaksin zu einem der reichsten Männer Thailands. 1992 wurde er vom ASEAN-Institut in Jakarta (Indonesien) zum „Businessman of the Year“ gewählt.

## Beginn der politischen Karriere
1994 trat er der Palang-Dharma-Partei bei und wurde im November 1994 zum Außenminister im ersten Kabinett von Chuan Leekpai ernannt. Nach drei Monaten zerbrach die Regierung jedoch. Mitte 1995 wurde er zum Parteichef gewählt. Von 1995 bis 1997 war er mit Unterbrechungen Stellvertretender Ministerpräsident unter Banharn Silpa-archa und Chavalit Yongchaiyudh.
Am 14. Juli 1998 gründete er die Thai-Rak-Thai-Partei (TRT – „Thais lieben Thais“) und ließ sich zum Parteivorsitzenden wählen. Im September 2000 leitete die Nationale Korruptionsbekämpfungskommission ein Verfahren gegen Thaksin mit dem Vorwurf ein, er habe seine Vermögenswerte nicht ausreichend offengelegt. Thaksin hatte 1997, während seiner Amtszeit als Minister, Aktienpakete seiner Unternehmen an seine Haushaltshilfen, seinen Chauffeur und seinen Wachmann übertragen. Diese tauchten dadurch in der Liste der reichsten Aktienbesitzer Thailands auf.
In der Kampagne zur Wahl im Januar 2001 warb Thaksin mit einem Investitionsprogramm für den ländlichen Raum von einer Milliarde US-Dollar. Vier Jahre zuvor hatte die Asienkrise Thailand schwer getroffen; ein Programm des Internationalen Währungsfonds (IWF) zur Entschuldung des Landes verpflichtete die zweite Regierung von Chuan Leekpai zur Sparpolitik. Thaksin versprach dagegen Hilfen für angeschlagene Banken, niedrigere Steuern und die Privatisierung von Staatsunternehmen. Er erklärte, ein „CEO-Ministerpräsident“ sein zu wollen, das Land also mit der gleichen Effizienz und dem gleichen Geschäftssinn zu führen wie seine Wirtschaftsunternehmen.

## Amtszeit als Ministerpräsident

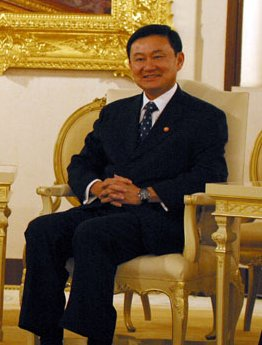
Thaksin 2002

Die TRT wurde mit großem Abstand stärkste Partei. Am 9. Februar 2001 wurde Thaksin zum 23. Premierminister Thailands ernannt. Er führte eine Koalitionsregierung, die über eine komfortable Mehrheit im Parlament verfügte. Seine Regierung gab jedem Dorf einen Kredit für Entwicklungs- und Infrastrukturprojekte. Sie führte in der Gesundheitsversorgung das 30-Baht-Programm ein, das Arzt- und Krankenhausbesuche für jedermann erschwinglich machen sollte. Im Mai 2001 entließ Thaksin den Präsidenten der thailändischen Zentralbank. Im September zwang er den Vorstand der staatseigenen Thai Airways zum Rücktritt.
Das Verfassungsgericht entschied im August 2001 mit einer Mehrheit von 8:7 Richtern, Thaksin in dem noch aus der Zeit vor seinem Wahlsieg stammenden Korruptionsverfahren freizusprechen. Der Hauptgrund dafür war, dass seine Amtszeit als stellvertretender Ministerpräsident vor dem Inkrafttreten der Verfassung von 1997 lag. Nach Ansicht der Richter waren daher die strengeren Transparenzvorschriften für Amtsträger der neuen Verfassung noch nicht auf ihn anwendbar.

### Thaksinomics
Thaksins wirtschaftspolitische Konzepte wurden ab 2001 von der Bangkoker Presse unter das Schlagwort Thaksinomics gefasst. Dieses wurde ab 2002 auch von renommierten Wissenschaftlern übernommen. Einerseits verfolgte er keynesianische Ansätze zur Stärkung der Binnenkonjunktur. Damit wollte er Thailand unabhängiger vom Ausland machen und zugleich die übermäßig auf Bangkok konzentrierte Wirtschaftsleistung stärker auf die Provinzen verteilen und auf die lokale Ebene verlagern. Hierzu investierte seine Regierung Milliarden in ländliche Entwicklungs- und Infrastrukturprogramme und Kredite für kleine und mittlere Unternehmen. Thaksin wollte Thailand nach der Erfahrung der Asienkrise vom sogenannten ostasiatischen Wirtschaftsmodell wegsteuern, das vorwiegend auf Export, billiger Arbeit und ausländischen Investitionen basiert.
Ein besonders prominentes Projekt in diesem Rahmen waren die „Eine-Million-Baht-Dorffonds“. Dabei wurde jedem der ca. 77.000 Muban (kleinste thailändische Verwaltungseinheit) ein Umlauffonds von einer Million Baht (ca. 24.000 US-Dollar) zur Verfügung gestellt. Daraus konnten lokale Ausschüsse eigenverantwortlich kurzfristige Kleinstkredite an Dorfbewohner gewähren, womit insbesondere Existenzgründer gefördert werden sollten. Dies war eine der größten staatlichen Mikrokreditinitiativen der Welt. In den ersten drei Jahren von Thaksins Amtszeit erhielten 13 Millionen Thailänder Kredite der Dorffonds, die sich auf zusammen 224 Milliarden Baht beliefen. Ein weiteres sehr öffentlichkeitswirksames Projekt war die Einrichtung eines Programms zur allgemeinen Gesundheitsversorgung, wobei die Versicherten pro Behandlung nur eine Selbstbeteiligung von 30 Baht (damals 0,64 €) zahlen mussten. Binnen drei Jahren waren 59 Millionen Menschen durch dieses Programm krankenversichert, der Anteil der Bevölkerung mit Zugang zu Gesundheitsversorgung stieg dadurch auf 95,5 Prozent. Damit erfüllte Thaksins Regierung zwei zentrale Wahlversprechen der TRT. Von Kritikern wurden diese Programme als bloße populistische bzw. klientelistische Wahlgeschenke an die ärmere und ländliche Wählerschaft abgetan. Populistisch wirkte das Programm vor allem aufgrund der Rhetorik, mit der es Thaksin bewarb und die die Begriffe „Nation“, „Thai-tum“ und „das Volk“ betonte.
Auf der anderen Seite verfolgte Thaksin eine Politik der Privatisierung von Staatsbetrieben. Diese war zwar bereits nach der Asienkrise unter dem IWF-Programm für Thailand von der von den Demokraten geführten Vorgängerregierung angestoßen worden, Thaksin setzte sie aber zügig fort. Die beiden Telekommunikationsagenturen TOT und CAT (Konkurrenten von Thaksins eigenen privaten Unternehmen in dieser Branche) wurden 2002 und 2003 in Kapitalgesellschaften umgewandelt. Die bislang staatliche Rundfunkorganisation MCOT ging 2004 an die Börse. Bei seinem nächsten Privatisierungsvorhaben, dem Stromversorger EGAT, stieß Thaksin aber auf massive Widerstände und konnte es nicht umsetzen. Trotz seiner rhetorischen Abkehr von „Neoliberalismus“ und Washington Consensus war Thaksins Politik also in keiner Weise antikapitalistisch. Vielmehr wollte Thaksin marktwirtschaftliche Prinzipien auch in Bereiche bringen, wo sie bisher noch nicht vollständig galten: in den Staatsbetrieben und der Lokalwirtschaft. Seine Entwicklungspolitik für den ländlichen Raum war darauf gerichtet, aus Bauern eine neue Schicht lokaler Unternehmer und „kleiner Kapitalisten“ zu machen.
Immer wieder wurde Thaksins Politik aber nicht nur von allgemeinen Konzepten und Zielsetzungen, sondern von ganz eigenen Geschäftsinteressen sowie denen seiner Verwandten und Verbündeten gesteuert. So musste eine Studie des US-amerikanischen Ökonomen Michael E. Porter aus dem Jahr 2002, die Branchen identifizierte, die Thailand besonders große Chancen der Wettbewerbsfähigkeit versprachen, erweitert werden, um auch die Wirtschaftszweige einzuschließen, in denen mächtige Unterstützer der Regierung tätig waren. Dies obwohl Porter in seiner Studie gerade die Regierungsnähe und vor dem Markt geschützte Position einiger Unternehmen kritisiert hatte. Auffällig ist auch, dass Thaksin Privatisierung und Deregulierung gerade dort vorantrieb, wo er selbst davon profitierte: im Telekom- und Mediensektor.

### Nationalistische Rhetorik und Außenpolitik

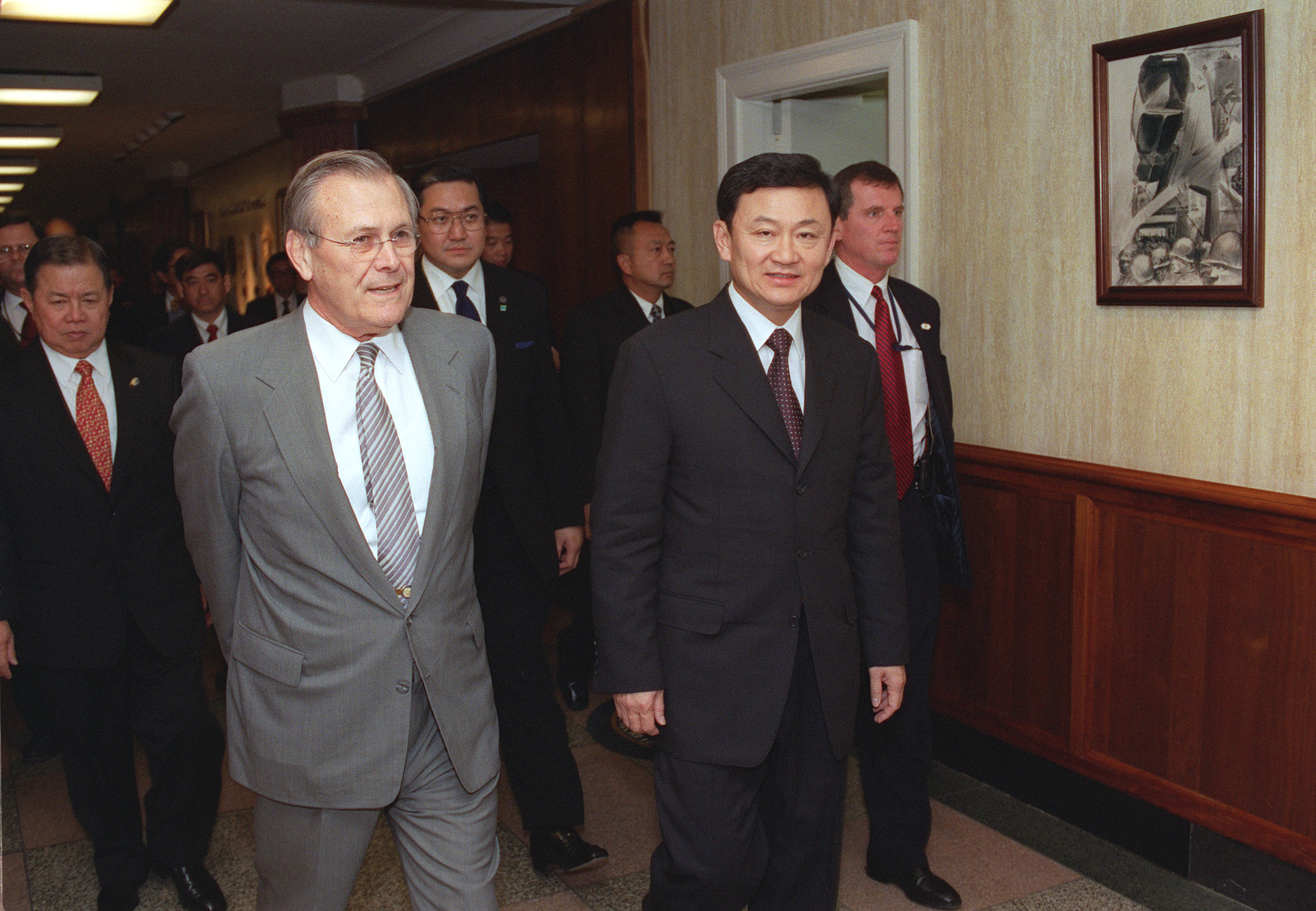
Thaksin mit dem US-Verteidigungsminister Donald Rumsfeld in Washington (2001)

Thaksins Politik wurde von einigen Beobachtern als nationalistisch beschrieben. Das traf aber, wenn überhaupt, nur zu Beginn seiner Amtszeit zu. Der Name seiner Partei („Thais lieben Thais“) hat sicherlich eine national orientierte Konnotation. Das Motto „Neu denken, neu handeln, für alle Thais“ spricht aber eher für einen inklusiven Nationalismus. Mehrere Parteineugründungen der späten 1990er-Jahre hatten Namen, die um die Themen nationale Souveränität und Selbstbehauptung kreisten. Als Thailand die nach der Asienkrise gewährten IWF-Kredite 2003, zwei Jahre, bevor sie fällig waren, vollständig zurückzahlen konnte, feierte Thaksin dies als „Unabhängigkeitstag“ Thailands. Gleichzeitig ordnete er an, dass Regierungsbehörden die Nationalflagge nicht mehr nur zu besonderen Anlässen, sondern stets zeigen sollten und regte dies auch bei Privatunternehmen und -personen an. Mehrfach verbat sich Thaksin Einmischungen aus dem Ausland. Er sagte, dass Thailand zwar ein Mitglied der Vereinten Nationen und Partner der USA, nicht aber deren Lakai sei. Einen kritisch nachfragenden amerikanischen Korrespondenten bezeichnete er in einer Pressekonferenz als „wertlosen Idioten“.
Tatsächlich war Thaksins Verhältnis zu den USA unter der Regierung von George W. Bush sehr eng. Im Dezember 2003 wies Bush Thailand als einen major non-NATO ally aus. Thaksin und Bush verabredeten eine vertiefte und ausgebaute Zusammenarbeit auf dem Gebiet der Sicherheit. Thaksin leitete außerdem Gespräche über ein bilaterales Freihandelsabkommen ein, unterzeichnete die amerikanische Container Security Initiative und sagte zu, keine US-Bürger an den Internationalen Strafgerichtshof auszuliefern. Thailand war unter Thaksin außerdem ein wichtiger US-Partner im „Krieg gegen den Terror“. Bereits zwei Monate nach dem Treffen von Thaksin und Bush verhafteten thailändische Sicherheitskräfte in Südthailand den Führer der Jemaah Islamiyah und lieferten ihn an die Vereinigten Staaten aus. An der Seite der USA entsandte Thaksins Regierung Truppen in den Irakkrieg, gehörte also zur sogenannten „Koalition der Willigen“.
Auch die scheinbar konservativ-patriotisch eingefärbte Kultur- und Gesellschaftspolitik unter Thaksin war höchst inkonsequent. Während das Kulturministerium Gemeinsinn predigte und dem sich ausbreitenden Materialismus den Kampf ansagte, waren Thaksins Unternehmen in den Branchen aktiv, die das Land mit den aggressivsten Marketingkampagnen überzogen. Während es für Sprachreinheit warb, liebte es der Premier offenbar, englische Ausdrücke in seine Reden zu mischen. Während es „thailändische Werte“ und Sittenstrenge verordnete, musste der zuständige Minister Pracha Maleenont eingestehen, dass er selbst „Massagesalons“ (in Thailand Euphemismus für die offiziell verbotenen Bordelle) besucht hatte.

### Konflikt in Südthailand und „Krieg gegen Drogen“
Gegen die separatistischen Bewegungen in den überwiegend von muslimischen Malaien bewohnten Südprovinzen schlug Thaksin einen harten Kurs ein. Das führte zu einem Wiederaufflammen des bewaffneten Kampfs der militanten Islamisten und Separatisten und ebenso gewaltsamen Reaktionen von Polizei, Militär und regierungsnahen Paramilitärs, dem viele Menschen zum Opfer fielen. Dieses Vorgehen brachte ihm eine ungewöhnlich deutliche Rüge des Königs Bhumibol Adulyadej ein.
Er ging auch hart gegen den Drogenhandel vor. Im Januar 2003 erklärte er einen „Krieg gegen Drogen“ mit dem Ziel, das Land drogenfrei zu machen. Allein im Jahr 2003 wurden fast 2.500 Menschen im Rahmen des Drogenkriegs (teilweise wahllos) und ohne Gerichtsverfahren erschossen. In einigen Fällen ließ sich nicht genau feststellen, ob Polizeikräfte oder – wie von der Regierung behauptet – rivalisierende Drogenhändler für die Tötungen verantwortlich waren. Amnesty International erhob den Vorwurf, in vielen Fällen habe es sich um extralegale Hinrichtungen gehandelt. Darüber hinaus wurden 50.000 vorwiegend jüngere und arme Menschen, die mit dem Drogenhandel in Verbindung gebracht wurden, in militärisch organisierte Erziehungslager geschickt und vermutlich tausende gefoltert. Die harte Herangehensweise gegenüber dem Drogenproblem stieß auf überwiegende Zustimmung in der thailändischen Gesellschaft und trug zu Thaksins Popularität bei. Das lag aber auch daran, dass Thaksin seine Medienmacht nutzte, um die Getöteten ausschließlich als gefährliche Kriminelle darzustellen und weitgehend auszublenden, dass unter den Opfern auch Männer, Frauen und Kinder waren, gegen die keine Vorwürfe vorgebracht werden konnten. König Bhumibol, der im Dezember 2002 selbst ein intensiveres Vorgehen gegen das Methamphetamin-Problem angeregt und den Ausdruck „Krieg gegen Drogen“ ins Spiel gebracht hatte, rechtfertigte das Vorgehen der Regierung weitgehend, verlangte aber auch genauere Aufklärung.

### Führungsstil und Verhältnis zur Demokratie
Zur schlagwortartigen Beschreibung des Regierungsstils Thaksins wurden von Politikwissenschaftlern Neologismen wie „Thaksinisierung“ (Thaksinuwat), „Thaksinokratie“ (Thaksinathippatai), „Thaksinismus“ (Thaksin-niyom) und „Thaksin-System“ (rabop Thaksin) geprägt. Von mehreren Autoren wird beschrieben, dass Thaksins Führungsstil eher dem eines Managers in der freien Wirtschaft als dem eines klassischen thailändischen Politikers entsprach. „Thaksinokratie“ wird dementsprechend als eine Fusion aus demokratischer und autokratischer Führung, wie sie in der Privatwirtschaft üblich ist, charakterisiert. Bereits 1997 hatte er einmal in einer Rede geäußert: „Ein Unternehmen ist ein Land, ein Land ist ein Unternehmen. Sie sind dasselbe.“ Dieser Ausspruch wird oft als sinnbildlich für sein Verständnis von effektiver Regierungsführung zitiert, ebenso wie sein Slogan vom „CEO-Ministerpräsidenten“.
Thaksin wünschte sich erklärtermaßen eine „stille Politik“ (kan mueang ning), in der die vom Volk mit einem Mandat ausgestattete Regierung – ungestört von Opposition, zivilgesellschaftlichen Gruppen und kritischer Presse – ihre Arbeit machen könnte. Ein System der gegenseitigen Kontrolle der verschiedenen politischen Akteure (checks and balances) sah er als hinderlich an. Dass sich ein von der Mehrheit des Volkes gewählter Regierungschef unter Umständen dem Urteil des nicht direkt gewählten Verfassungsgerichts beugen müsse, empfand er als „seltsam“. Thaksin äußerte sich positiv über Singapur und Malaysia, die politisch stabiler und wirtschaftlich erfolgreicher als Thailand waren, in denen aber seit Jahrzehnten eine Partei ohne effektive Opposition regierte. Da er für sich in Anspruch nahm, nur zum Wohle des Volkes zu regieren und dessen Bedürfnisse zu bedienen, müsste im Umkehrschluss Opposition gegen seine Politik von Eigeninteressen geleitet und daher illegitim sein.
Obwohl er immer wieder seine unmittelbare demokratische Legitimation betonte, erklärte Thaksin im Dezember 2003, dass Demokratie „nur ein Werkzeug, aber nicht unser Ziel“ sei. In einem Interview präzisierte er später, dass Demokratie „das Mittel zum Zweck, […] das Leben zu verbessern und das Land voranzubringen“ sei. Er versuchte, die traditionelle Beamtenelite, die zuvor oftmals Einfluss auf politische Entscheidungen genommen hatte, zu entmachten. Dazu ernannte er seine eigenen Vertrauten in staatliche Schlüsselpositionen, auch in die Spitzen der von der Verfassung als überparteilich vorgesehenen Organe wie Verfassungsgericht, Nationale Korruptionsbekämpfungs-Kommission und Wahlkommission. Die wohl umstrittenste Personalentscheidung war die Ernennung seines Cousins Chaisit Shinawatra zum Oberkommandierenden des thailändischen Heeres im August 2003, die ihm den Vorwurf des Nepotismus eintrug. Gegner beschrieben Thaksins Vorstellung von Demokratie als „Drei-Sekunden-Demokratie“ (nach der Zeit, die die Wähler brauchen, ihr Kreuz auf dem Wahlzettel zu setzen), als „parlamentarische Diktatur“ oder „Tyrannei der Mehrheit“. Der Politikwissenschaftler Aurel Croissant klassifizierte Thailand unter Thaksin als defekte Demokratie.
Die Situation der Pressefreiheit in Thailand verschlechterte sich während und nach Thaksins Regierungszeit merklich. Die Organisation Freedom House stufte Thailand von „frei“ (2001) auf „teilweise frei“ herunter. Es gab Berichte über die Einschüchterung von Presseorganen durch die Regierung.

### Wiederwahl 2005
Im Februar 2005 wurde Thaksin nach einem erneuten Wahlsieg in seine zweite Amtsperiode eingeführt. Eine volle vierjährige Amtszeit mit anschließender Wiederwahl war vor ihm keinem zivilen Premier gelungen. Die TRT konnte ihren Stimmanteil auf 60,7 % ausbauen und kontrollierte nun 375 der 500 Parlamentssitze. Die Opposition machte Thaksins Dominanz in den Medien (sowohl staatliche als auch ihm gehörende oder mit ihm verbündete private Sender) und eine viel teurere Wahlkampagne dafür verantwortlich. Progressive und liberale NGOs, soziale und zivilgesellschaftliche Organisationen, die 2001 noch mehrheitlich Hoffnungen in Thaksin gesetzt und ihn unterstützt hatten, fürchteten nun die fast unbegrenzte Macht der TRT. Thaksin, der die Bekämpfung der Korruption schon 2001 zu einem seiner Hauptziele erklärt hatte, war selbst zunehmend, zusammen mit seiner Familie, seiner Partei und seinem Kabinett, massiven Korruptionsvorwürfen ausgesetzt. Der Druck erhöhte sich, als Unregelmäßigkeiten bei Aufträgen für Gepäckscanner für den neuen Flughafen Bangkok-Suvarnabhumi bekannt wurden, so dass er 2005 seine zehnte Kabinettsumbildung vollziehen musste.
Thaksin verfügte über eine umfassende Medienmacht, da er mit seinen Firmen den größten Teil der Presse und Fernsehkanäle beherrschte. Während der Wahlen im Jahr 2000 kaufte er den bis dahin regierungskritischen und einzigen nicht von Armee oder Regierung abhängigen Fernsehsender iTV auf. Statt kontroverser politischer Diskussionen und Dokumentationen brachte das Programm anschließend vorwiegend Seifenopern (Lakhon) und Quizsendungen. Für die Wirtschaftlichkeit des Senders war dies gleichwohl vorteilhaft. Eine seit Juli 2003 wöchentliche politische Talkshow wurde verboten. Kritische Veröffentlichungen, wie zum Beispiel die der Bangkok Post, versuchte er mehrfach mit Klagen wegen Verleumdung bzw. mit dem Vorwurf der Majestätsbeleidigung zu verhindern. Im September 2005 ließ die thailändische Regierung mehrere kleinere Radiosender in Bangkok schließen, weil diese angeblich den Flugverkehr störten. Die Opposition verfügte bei den Wahlen 2005 über keine wesentliche Medienpräsenz mehr.
Thaksin schuf ein eigenes System der Abhängigkeiten, das jedoch im Land nicht unüblich ist. Als ehemaligen Polizeioffizier unterstützte ihn der Polizeiapparat; die Minister wurden nach seinen Wünschen ernannt, ebenso waren viele Richter ihm und seinen Freunden gewogen. So konnte er geschickt Gesetze zu seinen Gunsten ändern, um einerseits Anklagen gegen ihn wegen Verstrickungen privater Geschäfte mit politischer Macht zu entgehen und andererseits laufende Verfahren zu blockieren.

### Krise und Neuwahlen
Seit Mai 2006 wurde Thaksin mit einem Plan in Verbindung gebracht, der Thailand unter eine Einparteienregierung stellen sollte, dem so genannten Finnland-Komplott. Hintergrund waren Differenzen zwischen Thaksin und seinem ehemaligen Gefolgsmann Sondhi Limthongkul, dem Herausgeber des thailändischen Manager-Magazins. Sondhi ließ in seinen Medien den angeblichen Plan verbreiten und wurde dafür von Thaksin verklagt.
Der wirkliche Abstieg des Premierministers begann Anfang 2006 mit dem Verkauf seines Kommunikationskonzerns Shin Corporation an die teilstaatliche Singapurer Investitionsgesellschaft Temasek Holdings Ltd. Thaksins Familie hatte 49,6 Prozent der Aktien für 1,88 Milliarden US-Dollar nach Singapur verkauft und musste, dank entsprechender – von ihm gelenkter – Gesetzesänderungen, keine Steuern dafür entrichten. Obwohl er bei Amtsantritt seine Firma offiziell an Familienangehörige abgetreten hatte, zog er als Geschäftsmann und Politiker weiterhin die Fäden zu Gunsten des Konzerns. Seine Firma hatte beim Aufbau des Nachrichtensystems von staatlichen Vergünstigungen profitiert. Da das Geschäft in thailändischer Währung abgeschlossen wurde, musste Singapur große Mengen des thailändischen Baht kaufen, so dass sein Kurs in die Höhe getrieben wurde. Seither stiegen auch die inländischen Zinsen.
Da außerdem die Temasek mehrheitlich dem Staat Singapur gehört und eine Beteiligung ausländischer Investoren in strategischen Wirtschaftssektoren Thailands gesetzlich eingeschränkt ist, kam es zu heftigen Protesten. Seit Februar 2006 organisierte die parlamentarische und außerparlamentarische Opposition Protestveranstaltungen in Bangkok, die sich bald auch auf andere große Städte ausweiteten. Dabei tauchten sogar Plakate auf, die den Premier als neuen Hitler darstellten. Derart unter Druck geraten, verkündete Thaksin vorgezogene Neuwahlen zum 2. April 2006. Die Oppositionsparteien boykottierten diese Wahl, und Protestwähler gingen zur Wahl, um „no vote“ zu wählen, das heißt ihre Stimme bewusst keiner Partei zu geben. Die Wahlbeteiligung lag bei 60 %, wobei Thaksins Thai Rak Thai über 50 % der abgegebenen Stimmen erhielt. Die „no vote“-Stimmen machten über 30 % aus, und auffallend viele Stimmzettel waren ungültig, was eigentlich strafbar ist. In einigen Bezirken der Hauptstadt und in weiten Teilen des Südens überwogen die „no vote“- und die ungültigen Stimmen diejenigen für Thaksins TRT. In Bangkok gab es insgesamt mehr als 1,32 Millionen Stimmenthaltungen, während knapp 1,17 Millionen für TRT stimmten. Bei der Wahl von 2005 konnte TRT 32 von 37 Wahlbezirken gewinnen, 2006 bekamen in jetzt 36 Wahlbezirken nur 9 TRT-Kandidaten mehr Stimmen, als Enthaltungen abgegeben wurden. Das Parlament konnte nicht zusammentreten, um den Premierminister zu wählen, da einige Sitze nicht besetzt werden konnten und es somit nicht vollständig war. Dabei spielte auch eine nicht unwesentliche Rolle, dass ein TRT-Abgeordneter, seinem Gewissen folgend, seine Gefolgschaft verweigerte und vorübergehend Mönch wurde, womit der Partei eine entscheidende Stimme fehlte.
Nach und nach stellte sich auch heraus, wie sehr die sogenannte „unabhängige Wahlkommission“ von der Partei Thaksins beeinflusst und abhängig war, ja sogar bestochen wurde. Nach einer Audienz beim König deutete Thaksin am 4. April 2006 seinen Verzicht auf das Amt an. Er sollte aber bis zur Konstituierung des neuen Parlaments weiterhin Interimspremier bleiben, ohne existierendes Parlament. Noch im April 2006 mussten (hauptsächlich im Süden des Landes) Nachwahlen durchgeführt werden, die jedoch nichts an der verfahrenen Situation änderten. Die Opposition erklärte, ihre Protestveranstaltungen so lange weiterzuführen, bis Thaksin ganz aus dem Amt gegangen sei. Nach einer sehr eindringlichen Rede des Königs an die Politiker, mit einem deutlichen Appell auch an die obersten Richter, sich ihrer Unabhängigkeit bewusst zu werden, wurde die Wahl 2006 (einschließlich der Nachwahlen) am 8. Mai 2006 wegen verschiedener Verfahrensfehler vom Verfassungsgericht als verfassungswidrig und damit für nichtig erklärt. Neuwahlen wurden auf den 15. Oktober 2006 festgelegt.

## Der Putsch von 2006 und die Folgen
Am 19. September 2006 besetzten Einheiten von Polizei und Militär die Hauptstadt. Thaksin Shinawatra, der sich zu diesem Zeitpunkt auf der UNO-Vollversammlung in New York aufhielt, wurde suspendiert. Panzer rückten in das Stadtzentrum vor, mehrere Fernsehsender wurden übernommen und eine provisorische Regierung ausgerufen. Der militärische Oberbefehlshaber des von vielen erhofften, unblutigen und auf keinen Widerstand stoßenden Putsches war Sonthi Boonyaratglin. Thaksin rief daraufhin aus dem Exil den Notstand aus, womit er allerdings keinen Einfluss auf das Geschehen mehr nehmen konnte. Die Junta unter General Sonthi setzte nach einer angekündigten Frist von zwei Wochen eine provisorische Regierung ein, deren Ministerpräsident der Ex-General Surayud Chulanont war.
Am 2. Oktober 2006 erklärte Thaksin aus seinem Londoner Exil seinen Rücktritt von der Führung der TRT. Anschließend hielt er sich mehrfach in der Volksrepublik China, in Hongkong und in Singapur auf und versuchte anscheinend von dort aus, ein politisches Comeback zu organisieren. Die TRT spielte keine wesentliche Rolle mehr, da ihre Mitglieder die Partei in Scharen verließen. Da mehrere Strafverfahren gegen ihn eingeleitet wurden, konnte Thaksin zeitweilig nicht nach Thailand zurückkehren, da er mit seiner sofortigen Verhaftung rechnen musste. Im Mai 2007 verbot das nach dem Putsch gebildete „Verfassungstribunal“ die TRT aufgrund schwerer Verstöße gegen das Wahlrecht. Gegen ihre 111 führenden Mitglieder, einschließlich Thaksin, sprach es ein fünfjähriges Politikverbot aus.
Ungefähr zur gleichen Zeit gab Thaksin ein Kaufangebot für den englischen Fußballclub Manchester City ab. Am 21. Juni 2007 empfahl der Vorstand des Vereins seinen Aktionären, die Offerte über 81,6 Millionen Pfund anzunehmen, obwohl die Staatsanwaltschaft in Thailand am selben Tag formell eine Klage wegen Korruption in drei Fällen gegen ihn einreichte. Die Ermittler konzentrierten sich auf ein fünf Hektar großes Grundstück in Bangkok, das Thaksins Ehefrau einer staatlichen Institution zu einem Preis abgekauft hatte, der damals einem Drittel des üblichen Marktpreises entsprach. Die thailändische Militärregierung sperrte im Juni 2007 seine Konten in Thailand, so dass in Frage gestellt wurde, ob Thaksin die Kaufsumme für den Fußballclub würde aufbringen können. Im Juli 2007 wurde die Anklageschrift vorgelegt, die auf den Ergebnissen eines Untersuchungsausschusses basiert. Nachdem Thaksin angekündigt hatte, zur ersten Anhörung nicht zu erscheinen, erließ der Oberste Gerichtshof aufgrund von Hinweisen, dass das Paar versuche, sich der Strafverfolgung zu entziehen, am 14. August 2007 Haftbefehle gegen den gestürzten Ministerpräsidenten und seine Ehefrau.

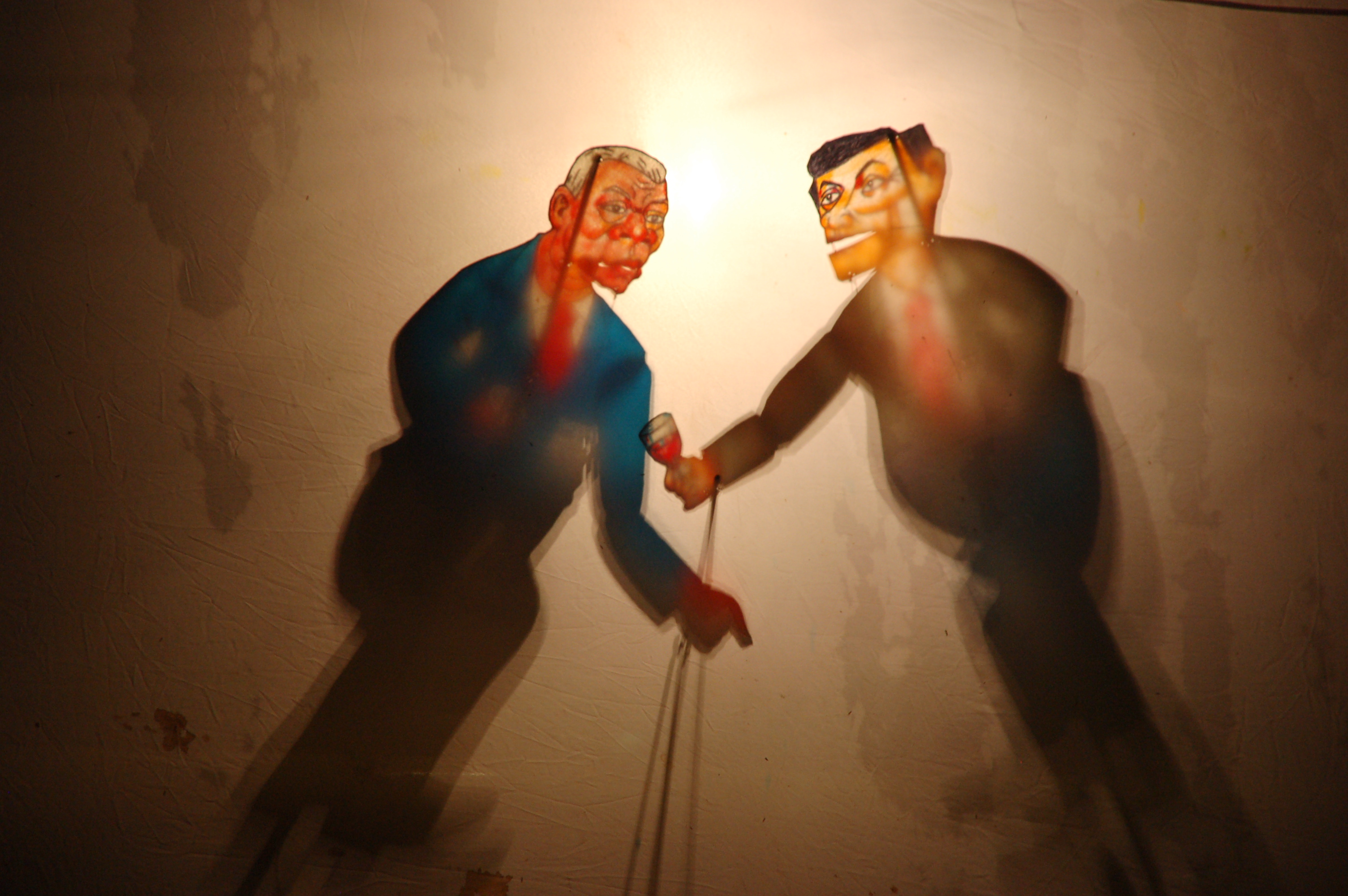
Karikaturistische Darstellung von Thaksin (rechts) und seinem vermeintlichen Strohmann Samak Sundaravej als Puppen in einem Schattentheaterspiel

Die von einer Kommission, die von der Militärjunta eingesetzt worden war, ausgearbeitete neue Verfassung wurde am 19. August 2007 in einem Referendum zur Abstimmung gestellt. Bei einer Beteiligung von unter 60 % stimmten ihr 57 % der Abstimmenden zu. Als die vom Militär eingesetzte Übergangsregierung für den Dezember 2007 Wahlen ankündigte, bildeten Thaksin nahestehende Politiker, die nicht von politischen Ämtern ausgeschlossen worden waren, die Partei der Volksmacht. Thaksin bat den einstmals mit ihm rivalisierenden rechtsgerichteten Royalisten Samak Sundaravej, der durch den Putsch seinen Senatssitz verloren hatte, die Parteiführung zu übernehmen. Eines der wichtigsten Ziele der Partei war, Thaksin eine Rückkehr nach Thailand zu ermöglichen, ohne dass er mit Strafverfolgung bedroht würde. Die Partei gewann die Wahl, und Samak wurde Ministerpräsident. Vertraute von Thaksin, einschließlich seines Schwagers Somchai Wongsawat, übernahmen wichtige Kabinettsposten. Die Bewegung der „Gelbhemden“ formierte sich erneut und protestierte heftig gegen die Regierung, die sie als Marionettenregierung Thaksins empfand.

## Flucht und selbstauferlegtes Exil
Am 11. August 2008 kehrte Thaksin nicht wie versprochen von seinem Besuch bei den Olympischen Spielen in Peking zurück nach Bangkok, sondern flog nach Großbritannien. Die Justizbehörden Thailands beantragten Haftbefehl. Im September enthob das Verfassungsgericht den Ministerpräsidenten Samak seines Amtes. Thaksins Schwager Somchai folgte ihm im Amt. Am 21. Oktober 2008 wurde Thaksin in Abwesenheit vom thailändischen Obersten Gerichtshof zu einer zweijährigen Haftstrafe wegen Amtsmissbrauchs verurteilt. Die thailändische Staatsanwaltschaft forderte Großbritannien auf, Thaksin an die Behörden auszuliefern. Thaksin selbst hatte zuvor erklärt, kein politisches Asyl in Großbritannien zu beantragen. Er wurde zwar nicht ausgeliefert, aber eine erneute Einreise nach Großbritannien wurde ihm verweigert. Im November 2008 ließen sich Potjaman und Thaksin auf dem thailändischen Konsulat in Hongkong scheiden. Dies geschah jedoch nicht, weil ihre Beziehung gescheitert war, sondern um Vermögenswerte, die auf den Namen Potjamans laufen, vor Beschlagnahmung durch die Behörden zu schützen.
Im Dezember 2008 löste das Verfassungsgericht auch die zweite Thaksin nahestehende Partei, die Partei der Volksmacht, wegen Wahlbetrugs auf und belegte ihre führenden Mitglieder mit einem politischen Betätigungsverbot. Anschließend liefen einige ihrer Abgeordneten, vermutlich gegen Geldzahlungen und unter Druck der Militärführung, zum Lager der Demokratischen Partei über und verhalfen Abhisit Vejjajiva ins Amt des Ministerpräsidenten. Gegen die neue Regierung formierte sich die Thaksin-nahe Bewegung der „Rothemden“ (United Front for Democracy Against Dictatorship, UDD). Thaksin trug regelmäßig durch Videobotschaften zu ihren Versammlungen und Protestaktionen bei.
Ende Dezember 2008 bekam Thaksin in Bonn eine Aufenthaltsgenehmigung für ein Jahr, doch als die deutsche Bundesregierung davon erfuhr, wurde ihm der Titel wieder entzogen. Für die Aufenthaltsgenehmigung hatten sich der CSU-Politiker Rudolf Kraus und der Geheimagent Werner Mauss eingesetzt. Mittlerweile besitzt er einen Diplomatenpass von Nicaragua sowie einen Pass von Montenegro, wo der ehemalige Premier ankündigte, die Adria-Insel Sveti Nikola zu erwerben, um auf ihr ein Hotel zu errichten. Seit Ende 2008 hat Thaksin seinen gewöhnlichen Aufenthalt im Golf-Emirat Dubai, das kein Auslieferungsabkommen mit Thailand hat.
Am 5. November 2009 wurde Thaksin von der kambodschanischen Regierung zu deren Wirtschaftsberater und zum persönlichen Berater des kambodschanischen Premierministers Hun Sen ernannt. Thailand rief daraufhin seinen Botschafter aus Phnom Penh zurück.
Am 26. Februar 2010 entschied das Oberste Gerichts Thailands, dass ca. 46 Milliarden Baht (umgerechnet mehr als eine Milliarde Euro) aus Shinawatras eingefrorenem Vermögen vom thailändischen Staat konfisziert werden dürfen.
Auch zu den Protesten der „Rothemden“ im April und Mai 2010 trug Thaksin mit Videobotschaften bei. Als die Demonstrationen in gewaltsame Unruhen umschlugen, warf die Regierung Thaksin vor, seine Anhänger zu Gewalt angestachelt zu haben. Am 25. Mai erließ ein Gericht Haftbefehl wegen Terrorismusverdachts gegen ihn. Im Oktober 2013 stellte die Staatsanwaltschaft das Verfahren wegen unzureichender Beweise ein.

## Regierung Yingluck und Proteste in Thailand 2013/2014
Thaksins Schwester, Yingluck Shinawatra, trat bei der Parlamentswahl in Thailand 2011 als Spitzenkandidatin der Pheu-Thai-Partei (PTP) an. Sie bezog sich im Wahlkampf explizit auf ihn. Thaksin bezeichnete Yingluck als seinen „Klon“. Damit warb er bei seinen Anhängern um die Wahl seiner Schwester, da beide die gleiche Abstammung hätten, Yingluck ebenfalls eine erfahrene Managerin und erfolgreiche Geschäftsfrau sei und sie von ihm gelernt habe. Ein Slogan der PTP lautete „Thaksin denkt, Pheu Thai handelt“. Die PTP gewann die Wahl und Yingluck wurde Ministerpräsidentin. Mithilfe von Videokonferenzen nahm Thaksin von Dubai aus regelmäßig an Sitzungen von Yinglucks Kabinett, der Pheu-Thai-Partei und ihrer Parlamentsfraktion teil.
Die Person und der fortgesetzte Einfluss Thaksins auf die Regierungspolitik – von der Oppositionsbewegung unter dem Schlagwort „Thaksin-System“ (rabop Thaksin) angeprangert – waren wesentliche Themen der regierungskritischen Proteste ab Oktober 2013. Die damalige Opposition, die Demokratische Partei Thailands, und ihr früherer Generalsekretär und spätere Protestführer Suthep Thaugsuban sahen in der von 2011 bis 2014 amtierenden Regierung unter Yingluck eine Marionettenregierung, die durch deren im Exil lebenden Bruder Thaksin Shinawatra geführt werde. Das Amnestiegesetz, das auch Thaksin Straffreiheit gewährt und somit seine Rückkehr aus dem Exil ermöglicht hätte, wurde zurückgestellt. Die Proteste gingen dennoch weiter und mündeten in den Militärputsch im Mai 2014. Durch diesen kam General Prayut Chan-o-cha, ein erbitterter Gegner Thaksins, an die Macht.

## Nach 2014
Thaksin lebte weiterhin im Exil, wobei er sich überwiegend in Dubai aufhielt. Am 22. August 2023 kam er zurück nach Thailand. Danach reduzierte der König seine Strafe gnadenhalber von acht Jahren auf ein Jahr. Die Begnadigung war mutmaßlich Teil eines Kompromisses zwischen Thaksins Pheu-Thai-Partei und dem konservativen Establishment, durch den am Tag von Thaksins Rückkehr nach Thailand auch sein Vertrauter Srettha Thavisin zum Ministerpräsidenten gewählt wurde und eine Regierungskoalition mit den militärnahen Parteien einging. Aus gesundheitlichen Gründen verbüßte Thaksin die Haft nicht im Gefängnis, sondern in einem Polizeikrankenhaus. Im Februar 2024 wurde er nach knapp sechs Monaten in Haft freigelassen und der Strafrest zur Bewährung ausgesetzt.